# Notre-Dame-d’Espérance (Cannes)

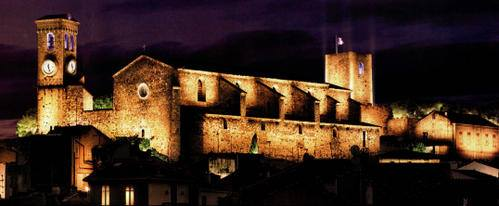
Notre-Dame-d’Espérance (Cannes)

Die Kirche Notre-Dame-d’Espérance ist ein Kirchengebäude der römisch-katholischen Kirche in der südfranzösischen Stadt Cannes. Das Gebäude steht seit 1937 als Monument historique unter Denkmalschutz.

## Lage und Patrozinium
Die Kirche befindet sich auf dem Hügel Le Suquet (Place de la Castre) im ältesten Teil von Cannes. Sie ist zu Ehren Unserer Lieben Frau der Hoffnung (französisch: espérance) geweiht. Das gleichnamige Gnadenbild befindet sich über dem Hochaltar.

## Geschichte

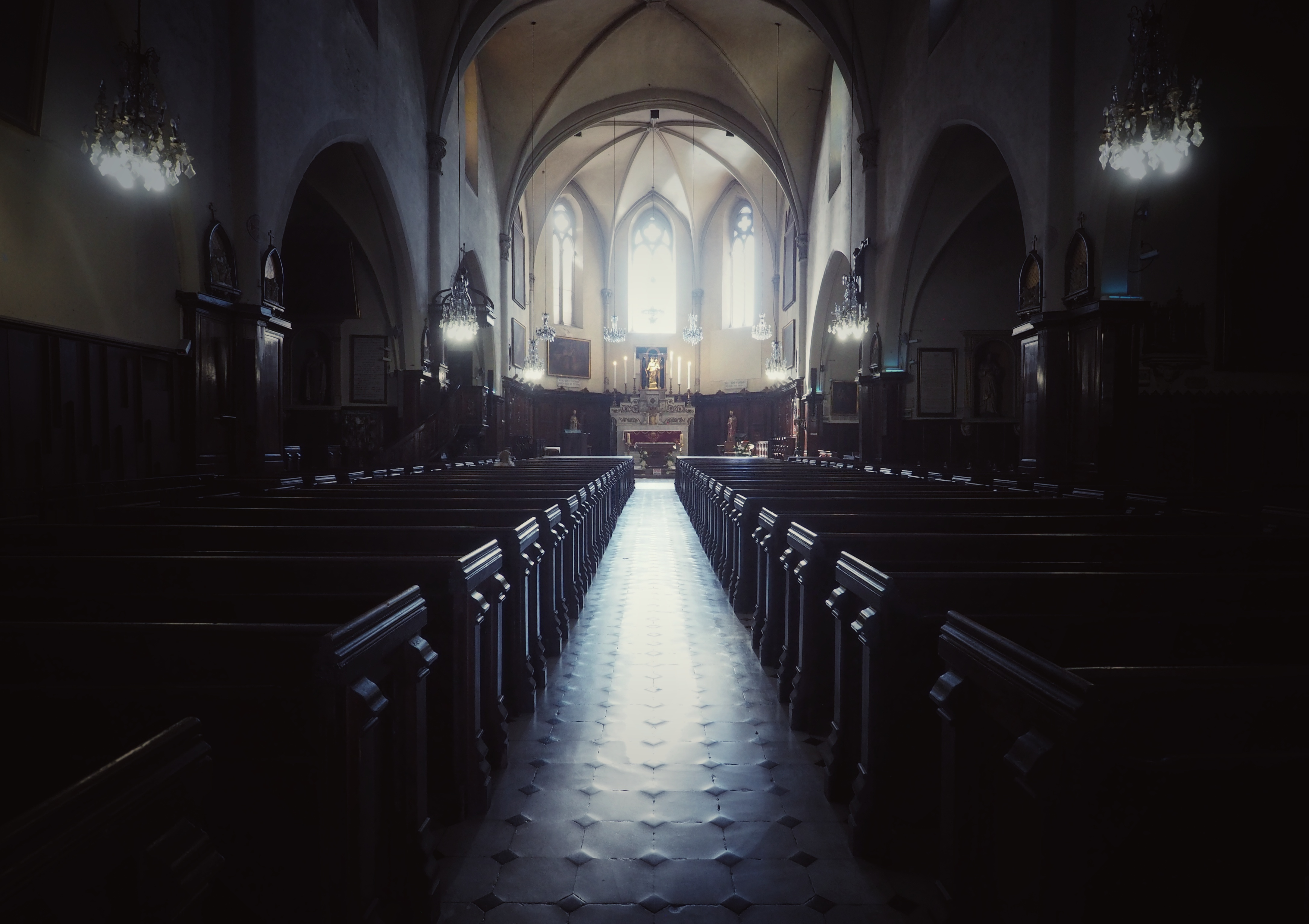
Notre-Dame-d'Espérance (Cannes)

Der 1521 beschlossene Neubau kam erst 1641 zur Vollendung und wurde 1649 von Bischof Antoine Godeau ein erstes Mal betreten. 1932 wohnte eine große Menschenmenge der Krönung des Marienbildes Notre Dame de l’Espérance bei.

## Ausstattung
Die gotische Kirche (mit romanischem Glockenturm) verfügt über eine Statue Unserer Lieben Frau der Hoffnung aus dem 16. Jahrhundert. Unter den acht Seitenkapellen ist eine dem heiligen Nikolaus von Myra als dem Schutzpatron von Cannes gewidmet. Die zweimanualige italienische Orgel von 1857 hat 30 Register.